# Нидермулерн
Нидермулерн (нем. Niedermuhlern) — коммуна в Швейцарии, в кантоне Берн.
Входит в состав округа Зефтиген. Население составляет 529 человек (на 31 декабря 2006 года). Официальный код — 0877.